# Сорокопутовые тимелии
Сорокопутовые тимелии (лат. Pteruthius) — род воробьиных птиц из семейства виреоновых.

## Классификация
Международный союз орнитологов относит к роду 7 видов:
- Pteruthius aenobarbus (Temminck, 1836) — Краснолобая сорокопутовая тимелия
- Pteruthius aeralatus Blyth, 1855
- Pteruthius flaviscapis (Temminck, 1836) — Краснокрылая сорокопутовая тимелия
- Pteruthius intermedius (Hume, 1877)
- Pteruthius melanotis Hodgson, 1847 — Черноухая сорокопутовая тимелия
- Pteruthius rufiventer Blyth, 1842 — Краснобрюхая сорокопутовая тимелия
- Pteruthius xanthochlorus J. E. Gray & G. R. Gray, 1847 — Зелёная сорокопутовая тимелия